# Championnat des Îles Turques-et-Caïques de football 2022-2023
 (mai 2025).
Navigation
Édition précédente Édition suivante
La saison 2022-2023 du championnat des Îles Turques-et-Caïques de football est la vingt-quatrième édition de la Provo Premier League, le championnat de première division des Îles Turques-et-Caïques.
Pour une troisième saison consécutive, le format utilisé depuis 2019-2020 avec deux tournois, un d'ouverture et un de clôture, est conservé. Les SWA Sharks (en), champions en 2021-2022, sont les tenants du titre.
Les SWA Sharks remportent les tournois Apertura et Clausura et incidemment l'édition 2022-2023 du championnat.

## Équipes participantes
| \| Providenciales : AFC Academy (en) Beaches FC (en) Blue Hills FC Flamingo FC SWA Sharks (en) Providenciales \| Localisation des équipes engagées. |
| Providenciales : AFC Academy (en) Beaches FC (en) Blue Hills FC Flamingo FC SWA Sharks (en) Providenciales                                          |

| Équipe           | Ville (île)                             | Stade                       |
| ---------------- | --------------------------------------- | --------------------------- |
| AFC Academy (en) | Providenciales (Providenciales)         | TCIFA National Academy (en) |
| Beaches FC (en)  | Venetian Road (Providenciales)          | TCIFA National Academy      |
| Flamingo FC      | Five Cays & Blue Hills (Providenciales) |                             |
| Teachers FC      |                                         |                             |
| SWA Sharks (en)  | Grace Bay (Providenciales)              | TCIFA National Academy      |

Légende des couleurs
- Tenant du titre

## Compétition
Pour la troisième saison consécutive, deux tournois (ouverture et clôture) sont organisés. Les SWA Sharks remportant les deux tournois, la finale n'est pas jouée et le club est sacré champion des Îles-Turques-et-Caïques.
Le barème de points servant à établir le classement se décompose ainsi :
- Victoire : 3 points
- Match nul : 1 point
- Défaite : 0 point

### Tournoi d'ouverture
Lors de ce tournoi d'ouverture, un sixième club est inscrit, le Blue Hills FC, mais celui-ci déclare forfait à trois reprises lors des journées 3, 4 et 5, menant à son expulsion du championnat. Les résultats des autres équipes obtenus face au Blue Hills FC sont alors annulés et n'apparaissent donc pas dans le classement ci-dessous.
| Rang | Équipe       | Pts | J | G | N | P | Bp | Bc | Diff |
| ---- | ------------ | --- | - | - | - | - | -- | -- | ---- |
| 1    | SWA Sharks T | 20  | 8 | 6 | 2 | 0 | 24 | 6  | +18  |
| 2    | Teachers FC  | 12  | 8 | 3 | 3 | 2 | 29 | 20 | +9   |
| 3    | AFC Academy  | 10  | 8 | 2 | 4 | 2 | 11 | 9  | +2   |
| 4    | Flamingo FC  | 7   | 8 | 2 | 1 | 5 | 14 | 31 | -17  |
| 5    | Beaches FC   | 4   | 8 | 0 | 4 | 4 | 11 | 23 | -12  |

|  | Vainqueur du tournoi d'ouverture et qualification pour la finale |
|  | T : Tenant du titre                                              |

### Tournoi de clôture
| Rang | Équipe       | Pts | J | G | N | P | Bp | Bc | Diff |
| ---- | ------------ | --- | - | - | - | - | -- | -- | ---- |
| 1    | SWA Sharks T | 17  | 8 | 5 | 2 | 1 | 19 | 8  | +11  |
| 2    | AFC Academy  | 13  | 8 | 4 | 1 | 2 | 28 | 7  | +21  |
| 3    | Teachers FC  | 10  | 8 | 3 | 1 | 4 | 15 | 18 | -3   |
| 4    | Flamingo FC  | 8   | 8 | 2 | 2 | 4 | 12 | 19 | -7   |
| 5    | Beaches FC   | 5   | 8 | 1 | 2 | 4 | 7  | 29 | -22  |

|  | Vainqueur du tournoi de clôture et qualification pour la finale |
|  | T : Tenant du titre                                             |

## Bilan de la saison
| Championnat des Îles Turques-et-Caïques de football 2022-2023 |                            |
| Champion                                                      | SWA Sharks (en) (4e titre) |
| Dauphin                                                       | AFC Academy (en)           |
| Qualifications continentales                                  |                            |
| CFU Club Shield 2024                                          | SWA Sharks (en)            |